# Ах-Пеку-Патера

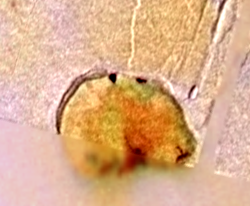
Зображення Ах-Пеку-Патера з найвищою роздільною здатністю, зроблене Галілеєм, жовтень 1999 року

Ах-Пеку-Патера — патера, або складний кратер із зубчастими краями, на супутнику Юпітера Іо. Має діаметр 85 км і розташований на 10°18′ пн. ш. 107°00′ зх. д. / 10.3° пн. ш. 107° зх. д. Кратер названий на честь бога-громовержця майя Ах-Пеку. Ця назва була прийнята Міжнародним астрономічним союзом у 2006 році.  Ах-Пеку-Патера розташована на південному кінці Монан-Монс, на північ від якого знаходиться Монан-Патера. Центри вивержень Амірані та Мауї можна знайти на північному заході, а також Мауї Патера. Ах-Пеку-Патера вперше був виявлений за допомогою космічного апарата Галілео, а саме його твердотільної камери та картографічного спектрометра ближнього інфрачервоного діапазону. Вважається активною гарячою точкою.